# (3272) Tillandz
(3272) Tillandz es un asteroide perteneciente al cinturón de asteroides, descubierto el 24 de febrero de 1938 por Yrjö Väisälä desde el Observatorio de Iso-Heikkilä, en Turku, Finlandia.

## Designación y nombre
Designado provisionalmente como 1938 DB1. Fue nombrado Tillandz en honor al médico y botánico finés Elias Tillandz.